# Miracle Piano Teaching System (videogioco)
Miracle Piano Teaching System è un videogioco musicale, sviluppato da The Software Toolworks e pubblicato nel 1990.
È stato pubblicato in sette versioni: NES, SNES, Macintosh, Amiga, Mega Drive, MS-DOS e Windows 3.11. Si tratta dell'unico titolo sviluppato per l'omonima periferica sulle console NES, SNES e Mega Drive.

## Modalità di gioco
Il gioco è sviluppato per l'insegnamento del pianoforte. È suddiviso in due sezioni, chiamate "Section 1" e "Practice Room".

### Section 1
Si comincia dalle basi (conoscenza dello strumento, posizionamento delle dita, nomi delle note), per poi passare alla lettura degli spartiti, al ritmo, ecc. Gli obiettivi sono sempre più difficili man mano che si procede.

### Practice Room
Accessibile una volta completata la sezione 1, contiene diverse modalità, più specifiche, dai seguenti contenuti.
- Suonare i brani della sezione 1 in versione completa ed alla giusta velocità, con l'accompagnamento della "Toolworks Orchestra". Tra le canzoni figurano il Canone di Johann Pachelbel, l'Inno alla Gioia di Ludwig van Beethoven e il classico blues Hound Dog.
- Pratica sul ritmo.
- Pratica sulle note.
- Piano Demonstration - una modalità "demo", in cui la CPU suona autonomamente un brano a caso per mostrarne l'esecuzione.
- Robo-Man - un robot aiuta a sviluppare il ritmo correndo lungo un nastro trasportatore; premendo i giusti tasti al momento giusto il nastro sotto di lui proseguirà impedendogli di cadere (in caso contrario la modalità avrà termine).
- Shooting Gallery - delle anatre volano lungo un pentagramma, e il giocatore deve sparargli premendo le note corrispondenti. Questo esercizio aiuta a riconoscere le note.